# Лихтенберг (замок, Баден-Вюртемберг)
Лихтенберг (нем. Burg Lichtenberg) — средневековый замок на вершине холма в коммуне Оберстенфельд около одноимённого поселения в районе Людвигсбург в земле Баден-Вюртемберг, Германия. Комплекс является своеобразной визитной карточкой Боттварской долины и одним из наиболее хорошо сохранившихся замков Германии эпохи правления династии Гогенштауфенов. Замок до сих пор остаётся жилым. Здесь возможно проведение свадеб и торжеств, но только по предварительной договорённости с владельцами.

## История

### Ранний период
Замок Лихтенберг впервые упоминается в документах 1197 года. Владельцем названа семья Хуммель фон Лихтенберг. Этот род имел такой же герб, как семьи Херрен фон Хайнрайт и Хакен цу Хоэнек. В 13 веке замок Лихтенберг был центром небольшого поместья примыкающего к Гросботтвару. Род, который владел данным замком не следует путать с франконской знатной семьёй фон Лихтенберг, а также с эльзасской дворянской семьей фон Лихтенберг. Обе эти семьи ещё в XII веке принадлежали к кругу высшей немецкой знати.
Герман II Хуммель фон Лихтенберг так возвысился, что сумел стать канцлером при дворе императора Людовика IV, а с 1333 по 1335 был епископом Вюрцбургским.
В 1322 году Альбрехт Хуммель фон Лихтенберг воевал на стороне императора Людовика IV против армии короля Фридриха III Австрийского в Битве при Мюльдорфе. Эта сражение часто называют последней рыцарской баталией на немецкой земле. Фридрих III потерпел сокрушительное поражение и оказался в плену. После этого Альбрехт Хуммель фон Лихтенберг был обласкан императорскими милостями. Однако в 1357 году, остро нуждаясь в деньгах, он был вынужден продать имения и замок графу Эберхарду II Вюртембергcкому. 
В XIV веке замок имел прочные каменные стены и оборонительные башни. В последующем его фортификационные сооружения неоднократно модернизировались. Однако замок за всё время своего существования ни разу не подвергался серьёзным осадам и разрушениям. Благодаря этому он прекрасно сохранился.
В 1407 род швабских Лихтенбергов пресёкся. Однако название их некогда родового замка так и не изменилось. Новые собственники сохранили за крепостью имя Лихтенберг.

### Во владении Вюртембергов

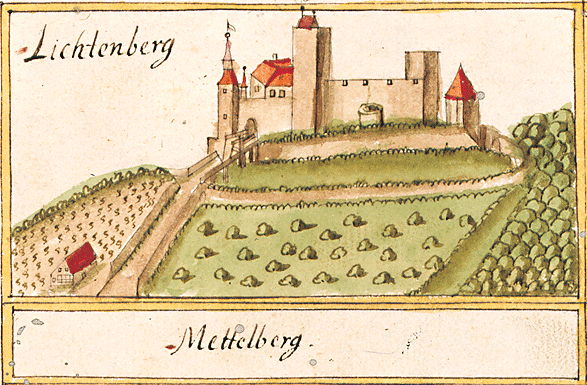
Замок на рисунке 1686 года

Могущественный Вюртембергский дом владел замком и образовавшимся у его подножия поселением на протяжении более чем четырёх веков: с 1361 по 1805 годы. В составе владения Вюртемберг крепость стала использоваться как один из феодов. Хотя в более поздний обязанность военной службы превратилось для обитателей замка в формальность.
Ещё в 1483 году граф Эберхард V Бородатый отдал замок Лихтенберг и прилегающие к нему земли вюртембергскому рыцарю Ландхофу Дитриху фон Вайлеру, который к тому времени уже был владельцем недалеко расположенного замка Вайлер. С тех пор Лихтенберг с небольшими перерывами принадлежал семье баронов фон Вайлер.

### XIX-XX века
В начале XIX века Вюртемберг оказался во власти французов. Многие замки, в том числе и Лихтенберг, были проданы с аукциона. На протяжении последующих десятилетий крепость не раз меняла своих владельцев.
Замок был повреждён артиллерийским огнем в 1945 году в самом конце Второй мировой войны. Однако в 1956 году он был полностью восстановлен.
В замке до сих проживают представители семьи фон Вайлер, которые продали свой родовой замок и решили обосноваться в Лихтенбергской резиденции.

## Описание
Замок окружен кольцевой стеной. В настоящее время к замку ведёт каменный мост, построенный над глубоким рвом. Через старинные ворота можно попасть во внутренний двор комплекса. У ворот находится часовня, в которой сохранились старинные росписи. Самая ранняя из этих работ датируется XIV веком. 
Бергфрид имеет высоту около 30 метров. Эта башня с черепичной крышей была призвана защищать крепость со стороны наиболее вероятной атаки. Причём вход в бергфрид находился на высоте около восьми метров над уровнем земли. Попасть в главную башню было возможно только по разборной лестнице или через деревянный переход со второго этажа здания главной резиденции. Лестница внутри башни имеет 112 ступеней и ведёт к смотровой площадке. Сверху открывается живописная панорама долины Боттвар.
Узкий внутренний двор замка ведёт от ворот ко входу в здание жилой резиденции. С севера Лихтенберг защищает мощная башня, встроенная в стену. Ещё одна прямоугольная башня находиться на юго-востоке комплекса. В одной из небольших башенок со стороны двора размещены часы. 
Нынешний облик Лихтенберг приобрёл к XV веку. В ту пору семья фон Вайлер провела реконструкцию замка и с тех пор он серьёзно не перестраивался.
В колокольне замка имеются два примечательных старинных колокола. Один отлит в 1704 году мастером Иоганном Георгом Рора, а второй — его сыном Иоганном Даниэлем Рора в 1731 году.
Окружающие Лихтенберг виноградники, посаженные на склонах холма, принадлежат хозяевам замка.

## Современное использование
Лихтенберг находится в частной собственности. Тем не менее внутренний двор замка, крепостные стены и часовня с апреля по ноябрь открыты для посещения по воскресеньям. Иногда (главным образом во время отсутствия собственников), туристам разрешают осмотреть часть помещений резиденции. 
По согласованию с владельцами в замке возможно проведение различных мероприятий: семинаров, корпоративов, семейных торжеств и пр. Во время проведения свадебной церемонии в часовне можно организовать необходимые обряды. 

## Галерея

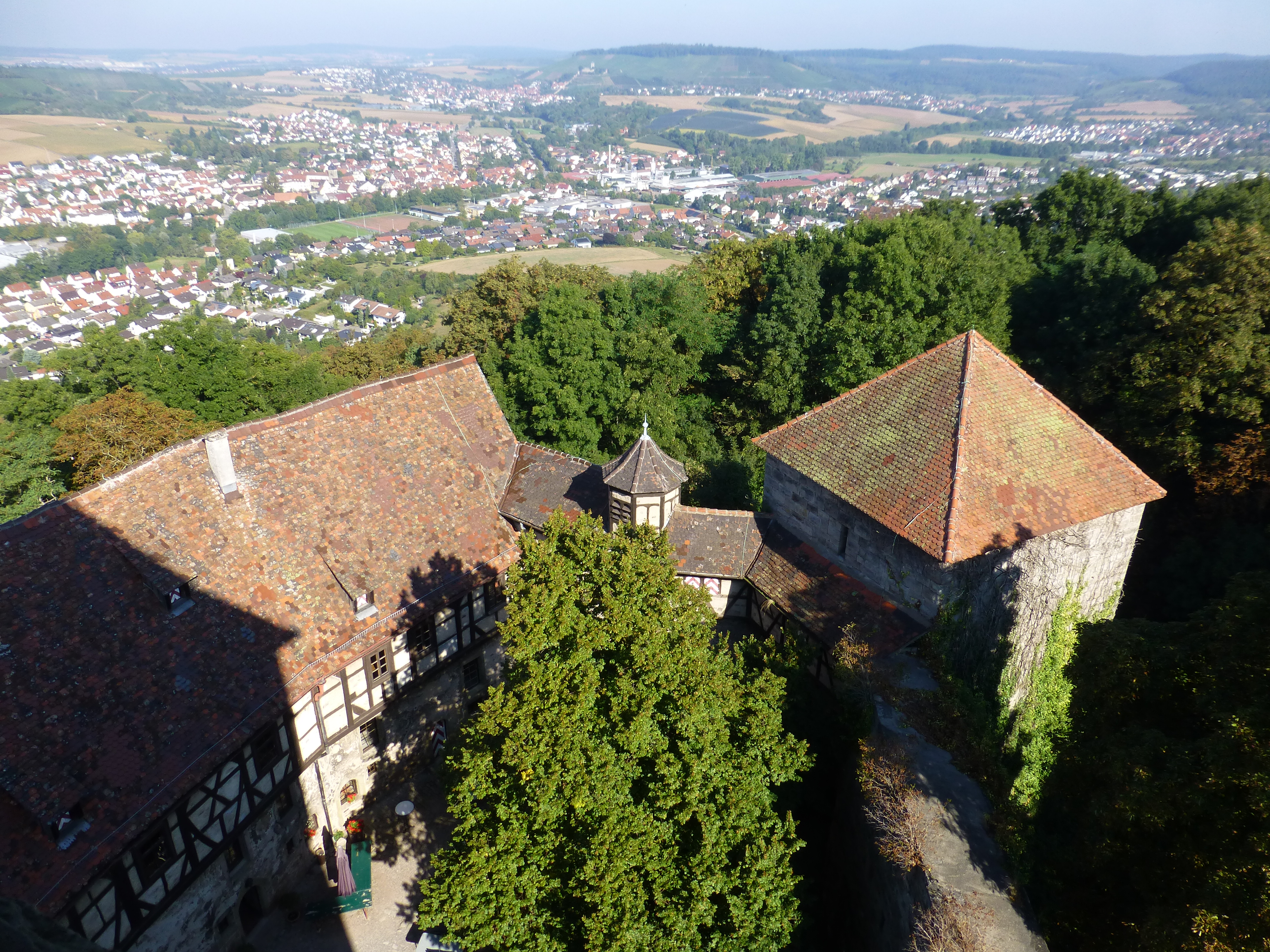
Вид со смотровой площадки в башне
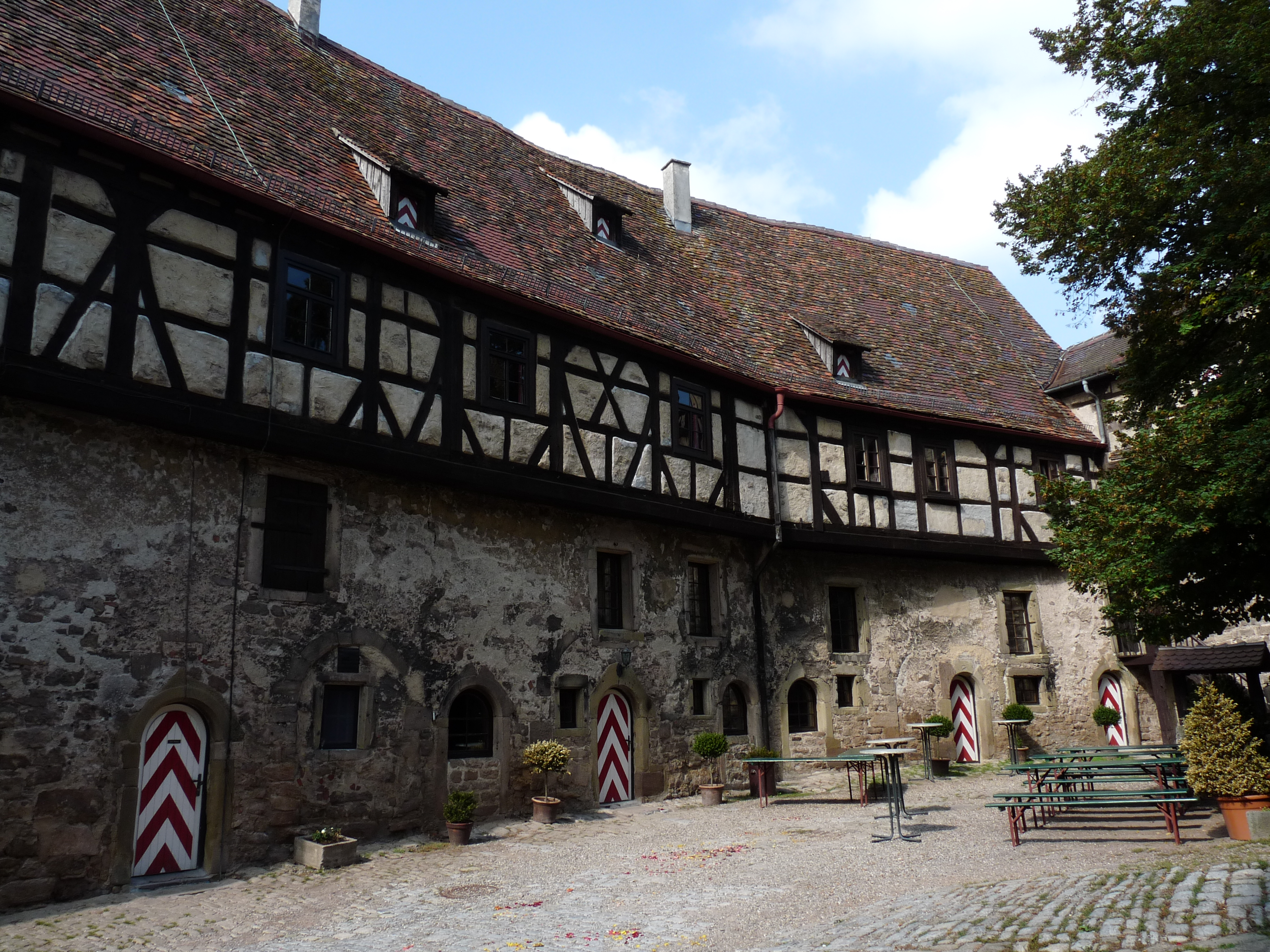
Внутренний двор замка
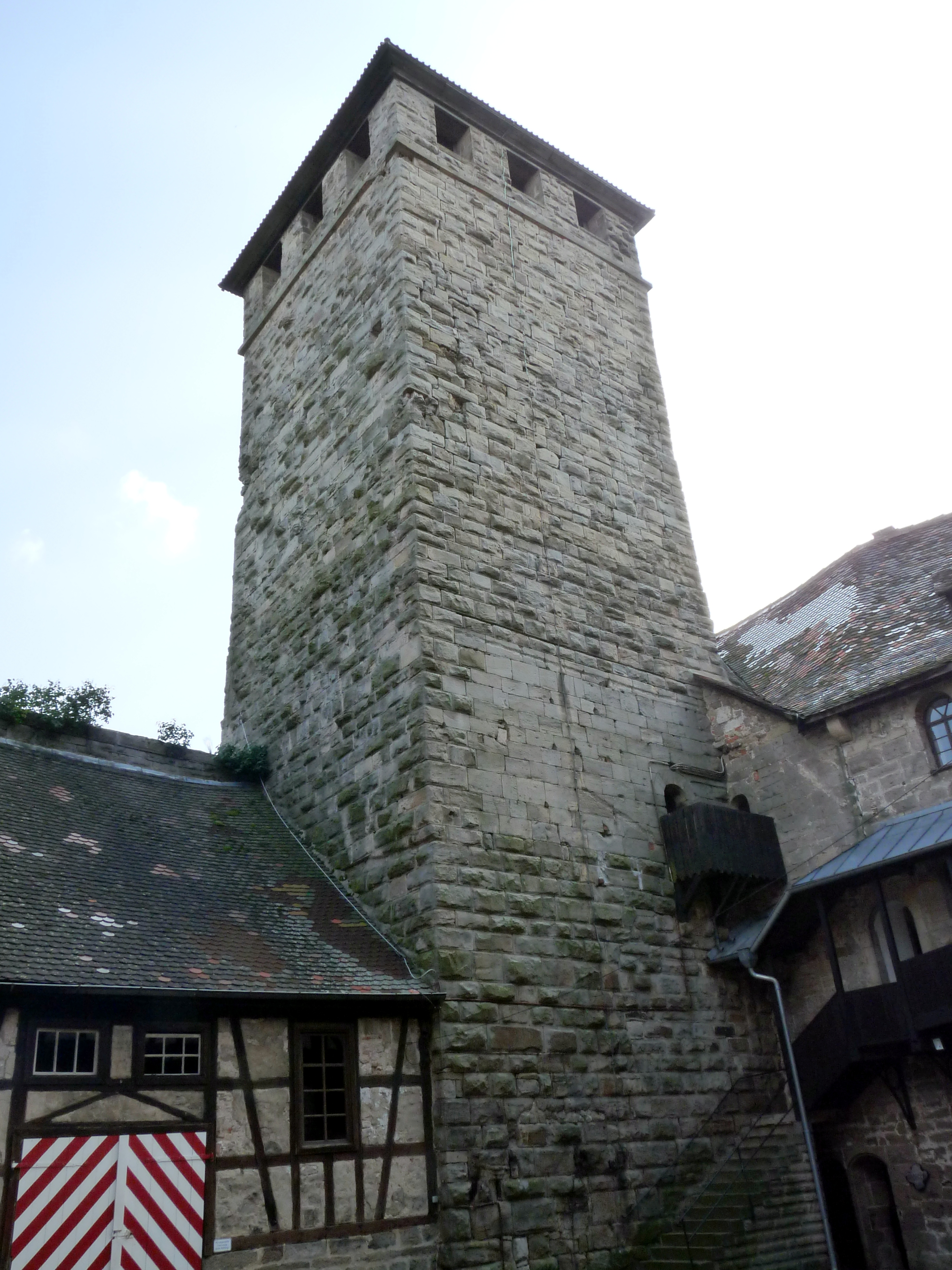
Бергфрид замка
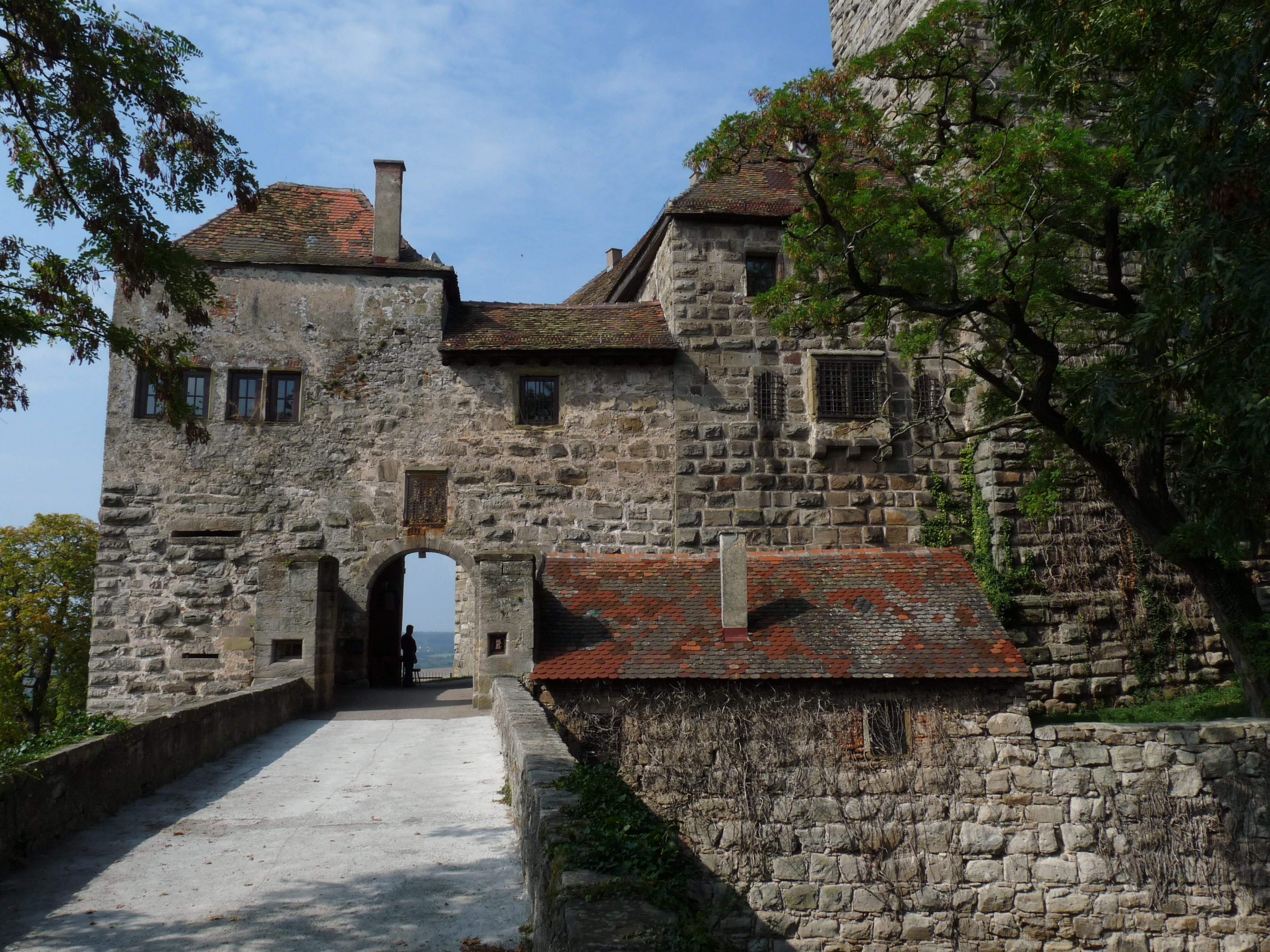
Ворота, ведущие внутрь
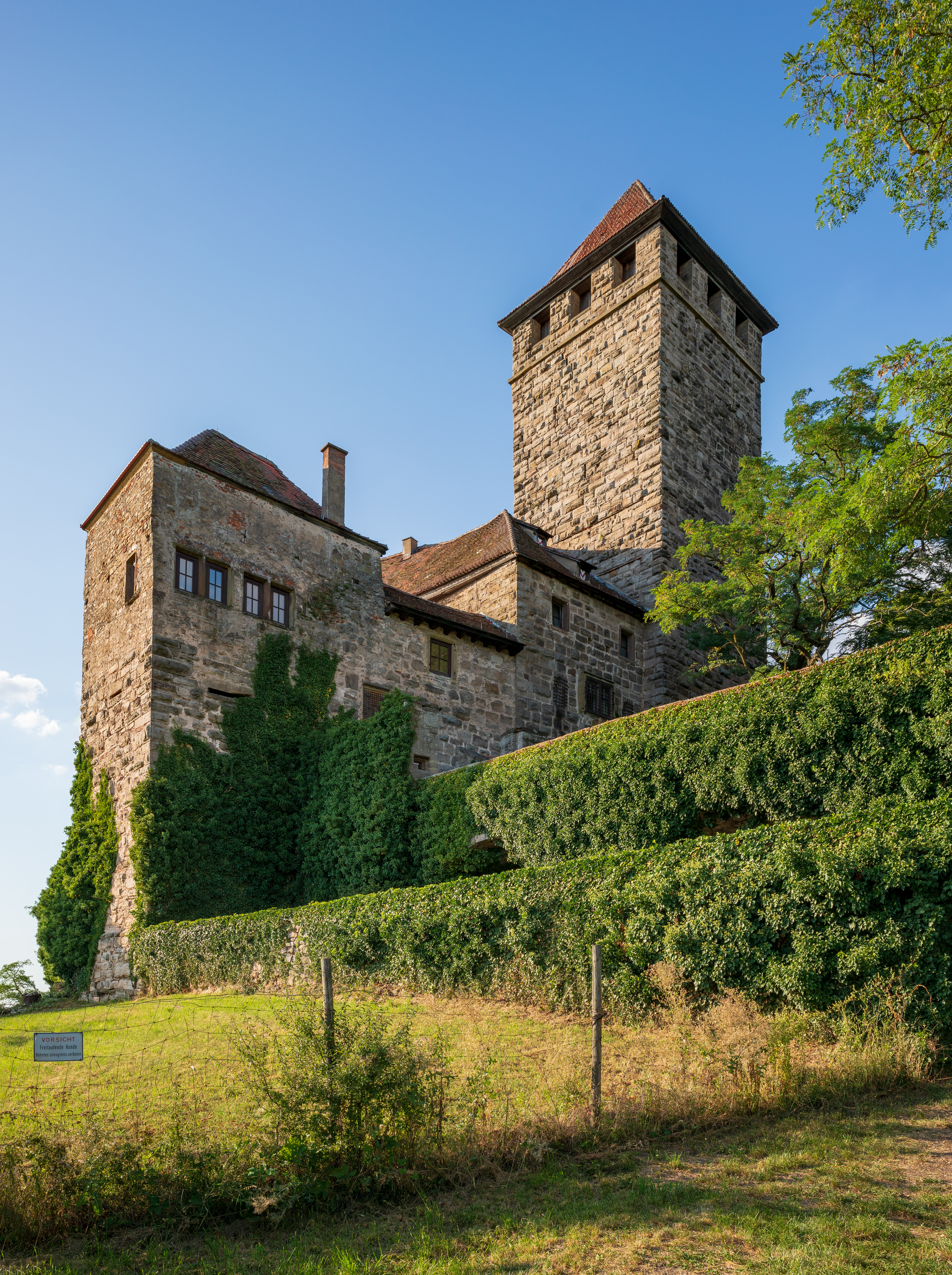
Вид замка с юго-востока